# 哈瑟尔巴赫 (图林根州)
哈瑟尔巴赫（德語：Haselbach）是德国图林根州的市镇，隶属于阿尔滕堡地区县。总面积为2.76平方千米，截至2023年12月31日总人口为809人。